# Eunidia setosa
Eunidia setosa là một loài bọ cánh cứng trong họ Cerambycidae.